# Western skies
Western skies is het derde studioalbum van de Britse singer-songwriter Roddy Frame. Het album met vrij korte liedjes is opgenomen in de Snake Ranch Studio te Chelsea gedurende de herfst en winter van 2005. De begeleiders van Frame en hijzelf hielden alles zelf in de hand. De stem van Frame is nauwelijks gewijzigd sinds zijn begindagen bij Aztec Camera. Alle titels zijn met kleine letters geschreven.

## Musici
- Roddy Frame – zang, gitaar, basgitaar
- Jeremy Stacey – slagwerk, marxophone, melodica, toetsinstrumenten
- Mark Neavy – contrabas
- Mark Smith –basgitaar track Portsstudio

## Tracklist
| Nr. | Titel            | Duur |
| --- | ---------------- | ---- |
| 1.  | western skies    |      |
| 2.  | the coast        |      |
| 3.  | marble arch      |      |
| 4.  | she wolf         |      |
| 5.  | tell the truth   |      |
| 6.  | rock god         |      |
| 7.  | day of reckoning |      |
| 8.  | shore song       |      |
| 9.  | dry land         |      |
| 10. | worlds in worlds |      |
| 11. | portastudio      |      |

De track western skies begint als een sobere versie van Paul Simons 50 ways to leave your lover. 

## Bron
- Compact disc western skies.